# Munții Homolie
Munții Homolie sau Munții Homoliei (în sârbă Хомољске планине / Homoljske planine) este un lanț montan din estul Serbiei care aparține de Carpații Sârbești și de Munții Carpato-Balcanici⁠(d). Se întinde de la vest spre est și se află între bazinul Zviška în nord și bazinul Žagubička (Homoljska) în sud, precum și între bazinul Mlavska în vest și izvorul lui Gornji Pek în est. Înălțimea medie a lanțului montan este de aproximativ 900 de metri, iar cel mai înalt punct are 962 de metri deasupra nivelului mării. În vest, prin defileul Gornjačka, se leagă de muntele Beljanica. Regiunea în care se află este cunoscută și sub numele de Homolje⁠(d) și este situată între Jagubița în sud și Cuciova în nord. 

## Geografie
Acești munți, formați în principal din șisturi și calcar, sunt acoperiți cu păduri și au numeroase izvoare și cursuri de apă. Multe cursuri de apă sunt pâraie și afluenți ai râurilor Mlava și Peka⁠(d). Munții Homolie dau numele regiunii omonime Homolie sau Homolje⁠(d), a cărei limită de nord o constituie. Cele mai înalte vârfuri ale Munților Homolie sunt Homoljski Oman (962 m), Štubej (940 m), Kupinova Glava (923 m) și Veliki Sumorovac (911 m). Mănăstirea ortodoxă Vitovnița se află ascunsă în acești munți. Pe versanții Homoljski Planina și în defileul Mlave se află rămășițele a numeroase alte mănăstiri medievale.
Părțile inferioare ale munților Homolie sunt acoperite cu păduri de stejar, părțile mijlocii sunt păduri de stejar și fag, în timp ce părțile cele mai înalte sunt pășuni și pajiști.

## Istorie
Până în 1833, granița de est a Serbiei era situată pe Munții Homolie, iar statul nu avea graniță comună cu Țara Românească. Anterior, aceste teritorii au făcut parte din Imperiul Otoman (pașalâcurile Vidin și Semendria) și din monarhia habsburgică între 1718 și 1739. Începând cu secolele al VIII-lea și al IX-lea, în zona munților Homolie au fost înregistrate primele migrații ale vlahilor.

## Românii
Regiunea Homolie este slab populată, etnicii români formând majoritatea locuitorilor în unele zone ale acesteia, iar din cauza populației mici, natura sa este nealterată. Datorită munților înalți care înconjoară regiunea Homolie, legăturile cu zonele învecinate din estul Serbiei în ultimele trei secole au fost foarte slabe, cu excepția gurii de vărsare a Mlavei, astfel că populația acestei zone era îndreptată către o viață independentă. Conform legii cu privire la drumurile de stat din 1929, singurul drum de stat din regiunea Pojarevâț arevac trecea prin Homolie, Pojarevâț - Petrovaț - Gorniac - Crepolin - Jâgubița, care se întindea spre Baie Brestouț și Zeicier. Una dintre atracțiile din Homolie este o pădure vastă numită Trest. Homolie este cunoscută și pentru folclorul său viu, care include legende abundente despre vampiri, dragoni, zâne și lilieci.
În această zonă, trăsăturile culturii vechi, obiceiurile populare, meșteșugurile vechi și arhitectura tradițională au fost bine păstrate.

## Vârfuri
Cele mai înalte vârfuri din Munții Homolie sunt:

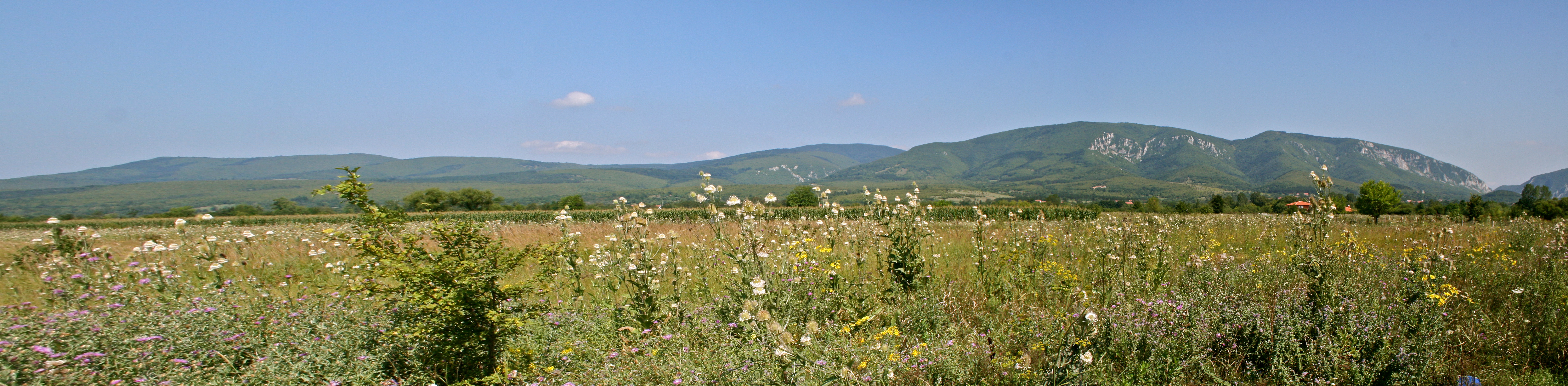
Munții Homolie

- Oman – 962 m[8][9][10][11]
- Ștubei – 940 m
- Capul de la Mur – 923 m
- Sumorovaț Mare – 911 m
- Zdravcia – 897 m
- Vranie Mare – 884 m
- Poliana Tresnita – 880 m
- Cioca Neamțu – 856 m
- Tilva Uroș – 854 m
- Stărniac – 848 m
- Pripor – 846 m
- Vucan Mare – 825 m
- Porta – 815 m
- Capul de la Iapa – 778 m
- Vucan Mic – 752 m[12]